# Abla
Abla là một đô thị thuộc tỉnh Almería, in Tây Ban Nha. Đô thị này có diện tích 45 km², dân số năm 2005 là 1512 người.

## Biến động dân số
| 1999  | 2000  | 2001  | 2002  | 2003  | 2004  | 2005  |
| ----- | ----- | ----- | ----- | ----- | ----- | ----- |
| 1,519 | 1,516 | 1,517 | 1,529 | 1,480 | 1,482 | 1,512 |

Nguồn: INE (Tây Ban Nha)